# Aliados (serie de televisión)
Aliados es una serie de televisión semanal Argentina, creada y producida por Cris Morena y emitida por la cadena Telefe en Argentina y por la cadena Fox para el resto de Latinoamérica. Está orientado al público adolescente. El estreno, que estaba previsto para el 10 de junio de 2013, tuvo que ser demorado para ser lanzado el 26 de junio de 2013.
Esta ficción marcó el regreso de la productora Cris Morena a la televisión luego de dos años, cuando cerró su productora al finalizar la telenovela Casi ángeles, por causa del fallecimiento de su hija Romina Yan. La serie se transmitió en 18 países, como Israel y algunos de Europa. La misma está compuesta por 2 temporadas, la primera de 23 capítulos para televisión y 126 episodios para Internet y la segunda de 17 capítulos y 102 episodios para Internet.
La serie abarca problemas sociales como la promiscuidad, los embarazos no deseados, el acoso escolar, la explotación infantil, la anorexia nerviosa, la delincuencia juvenil, el alcoholismo, la violencia intrafamiliar, entre otros.

## Argumento

### Primera temporada (2013)
Desde su origen, la raza humana, camina el planeta construyéndolo y destruyéndolo con la misma intensidad. En las últimas décadas los seres humanos han logrado de forma muy acelerada grandes adelantos en ciencia y tecnología. Por causa de esos avances, las personas se han distanciado los unos de los otros, hasta el punto de que olvidaron quienes son y para que están en la Tierra. A raíz de ese olvido, a fines del 2012, la humanidad comenzó una cuenta regresiva —de 105 días— que va a conducirla a su destrucción o a su renacimiento.
El futuro de la Tierra depende de seis jóvenes humanos: Noah (Peter Lanzani) Azul (Oriana Sabatini), Maia (Mariel Percossi), Manuel (Agustín Bernasconi), Franco (Julián Serrano) y Valentín (Joaquín Ochoa). Todos ellos tienen algo que en común: son tan poderosos como marginales, tan atractivos como perdidos, tan revolucionarios como violentos y tan aislados como comunicados. Con la ayuda de La Energía Femenina Creadora (Dolores Fonzi), estos jóvenes serán asistidos por siete seres de luz: Ian (Pablo Martínez), Venecia (Jenny Martínez), Inti (Nicolás Francella), Ámbar (Lola Morán), Luz (Oriana Sabatini), Devi (Carolina Domenech) y Gopal (Máximo Espíndola). Todos ellos, provienen de varias partes del Universo con el objetivo de convertirse en los Aliados de estos jóvenes y ayudarlos en la misión del salvar el "proyecto humano". Después de estos 105 días se enfrentarán a un nuevo enemigo que está más cerca de lo que creen.

### Segunda temporada (2014)
En el comienzo de la segunda temporada los que están secuestrados y detenidos son los Seres de Luz. Fueron al rescate de sus misiones y terminaron siendo atrapados ellos: todo había sido una trampa de Justo (Boy Olmi) para capturarlos. Luego de un buen tiempo de no saber nada de ellos, todos los seres humanos, ayudados por Fermín (Alejandro Botto) y su grupo de aliados, están abocados a la tarea de rescatar a los Seres de Luz. Los humanos han cambiado y ahora están listos para ser ellos los aliados de sus Aliados. Aunque este rescate tendrá sus complicaciones, notarán que lograrlo fue relativamente sencillo y esto profundizará los interrogantes: ¿cuál es el plan de Justo? ¿Quién es realmente? ¿Qué secreto oculta? ¿Cuál es su siniestro y misterioso plan? Para resolver este misterio jugará un papel central Joaquín (Pablo Martínez). También serán fundamentales las revelaciones de Devi (Carolina Domenech). Justo, además, infiltrará en el Arca a dos jóvenes: Bianca (Ingrid García-Jonsson), una española, y Milo (Joaquín Méndez), un hijo no reconocido. Estos dos jóvenes se entremezclarán con los demás, estableciendo nuevos triángulos amorosos. La carrera será contrarreloj. Justo tiene un plan letal, y está muy próximo a llevarlo a cabo. Los Seres Humanos, junto a los Seres de Luz, deberán descubrir cuál es ese plan y evitarlo a tiempo. Descubrirán, todos, que este fue el sentido de toda la misión. Pero una vez más, para poder salir del gran problema, deberán resolver primero sus pequeños grandes problemas, sus traumas, sus conflictos. Todos deberán enfrentarse a sus propios demonios, a sus miserias, a sus miedos y debilidades y resolver sus conflictos existenciales. Para así, estar listos. Ahora todos juntos, serán Aliados, todos juntos contra el gran enemigo, el líder de las sombras: Justo y su plan devastador.

## Producción
El libro es obra de Leandro Calderone, sobre una idea original de Cris Morena. La dirección de la filmación es de Carlos Luna, Diego Sánchez y Estela Cristián.
La producción y dirección general está a cargo de Cris Morena, quien es madre del gerente de programación de Telefe, Tomás Yankelevich.

## Elenco y personajes
| Actor                 | Personaje                  | Temporada  | Temporada  |
| Actor                 | Personaje                  | 1          | 2          |
| --------------------- | -------------------------- | ---------- | ---------- |
| Peter Lanzani         | Noah García Iturbe         | Principal  | Principal  |
| Pablo Martínez        | Joaquín Gaitán / Ian       | Principal  | Principal  |
| Oriana Sabatini       | Azul Medina/Luz            | Principal  | Principal  |
| Julián Serrano        | Franco Alfaro              | Principal  | Principal  |
| Agustín Bernasconi    | Manuel Ramírez             | Principal  | Principal  |
| Mariel Percossi       | Maia Pinedo                | Principal  | Principal  |
| Joaquín Ochoa         | Valentín Uriarte Gaitán    | Principal  | Principal  |
| Jenny Martínez        | Venecia                    | Principal  | Principal  |
| Nicolás Francella     | Matías Arce / Inti         | Principal  | Principal  |
| Carolina Domenech     | Devi                       | Principal  | Principal  |
| Máximo Espindola      | Gopal                      | Principal  | Principal  |
| Lola Morán            | Ámbar                      | Principal  | Principal  |
| Eliseo Rentería       | Daimon                     | Principal  | Principal  |
| Manuela Viale         | Emma                       | Principal  | Principal  |
| Boy Olmi              | Justo García Iturbe        | Principal  | Principal  |
| Ana Celentano         | Elena García Iturbe †      | Principal  | Principal  |
| Noemí Frenkel         | Josefina de Ramírez        | Principal  | Principal  |
| Eugenia Guerty        | Natalia Pinedo             | Principal  | Principal  |
| Michel Noher          | Taylor                     | Principal  | Principal  |
| Paula Reca            | Mary                       | Principal  | Principal  |
| Alejandro Botto       | Fermín García Iturbe †     | Principal  | Principal  |
| Ingrid García-Jonsson | Bianca Rock                |            | Principal  |
| Joaquín Méndez        | Milo García Iturbe         |            | Principal  |
| Mercedes Funes        | Matilda Sánchez            | Principal  | Principal  |
| Federico Lama         | Paul Vega                  | Principal  | Principal  |
| Marcelo Serre         | Jorge Luis Ramírez         | Recurrente | Recurrente |
| Valentina Zenere      | Mara Ulloa                 | Recurrente | Recurrente |
| Iván Espeche          | Mariano Arce               | Recurrente | Recurrente |
| Tomás Fidalgo         | Tomás García Iturbe        | Recurrente | Recurrente |
| Diego Mariani         | Félix Ulloa                | Recurrente | Recurrente |
| Patrizia Camponovo    | Lara de Arce               | Recurrente | Recurrente |
| Roly Serrano          | Morales                    | Recurrente | Invitado   |
| Verónica Pelaccini    | Ada                        | Recurrente |            |
| Esteban Maggio        | Federico                   | Recurrente |            |
| Lucila Viggiano       | Gala Noboa                 | Invitada   | Recurrente |
| Juan Leyrado          | Energía Creadora Masculina | Invitado   | Invitado   |
| Dolores Fonzi         | Energía Creadora Femenina  | Invitada   | Invitada   |

## Emisión

### 1ª temporada
La ficción se estrenó en Argentina el 26 de junio de 2013 en el horario de las 21:00 (UTC-3).
| País                 | Título     | Cadena(s)         | Primera emisión         | Última emisión          | Horario semanal | Hora  |
| -------------------- | ---------- | ----------------- | ----------------------- | ----------------------- | --------------- | ----- |
| Bandera de Argentina | Aliados    | Telefe (original) | 26 de junio de 2013     | 27 de noviembre de 2013 | miércoles       | 21:00 |
| Bandera de Uruguay   | Aliados    | Monte Carlo TV    | 26 de junio de 2013     | 27 de noviembre de 2013 | miércoles       | 23:00 |
|                      | Aliados    | Fox               | 27 de junio de 2013     | 28 de noviembre de 2013 | jueves          | 19:00 |
|                      | Os Aliados | SIC               | 10 de noviembre de 2013 | 2014                    | domingos        | 11:00 |
| Bandera de Rusia     | Союзники   | Teen TV           | 18 de abril de 2014     | 2014                    | viernes         | 22:00 |

### 2ª temporada
La segunda temporada se estrenó en Argentina el 6 de abril de 2014 en el horario de las 19:30 (UTC-3).
| País                 | Título  | Cadena(s)         | Primera emisión     | Última emisión           | Horario semanal | Hora              |
| -------------------- | ------- | ----------------- | ------------------- | ------------------------ | --------------- | ----------------- |
| Bandera de Argentina | Aliados | Telefe (original) | 6 de abril de 2014  | 3 de agosto de 2014      | domingo         | 20:30/19:30/17:45 |
|                      | Aliados | Fox               | 7 de abril de 2014  | 4 de agosto de 2014      | lunes           | 19:00             |
| Bandera de Uruguay   | Aliados | Monte Carlo TV    | 26 de abril de 2014 | 13 de septiembre de 2014 | sábado          | 17:00             |

## Temporadas
| Temporada | Temporada | Episodios | Episodios | Argentina           | Argentina               | Latinoamérica       | Latinoamérica           |
| Temporada | Temporada | Episodios | Episodios | Comienzo            | Final                   | Comienzo            | Final                   |
| --------- | --------- | --------- | --------- | ------------------- | ----------------------- | ------------------- | ----------------------- |
|           | 1         | 23        | 23        | 26 de junio de 2013 | 27 de noviembre de 2013 | 27 de junio de 2013 | 28 de noviembre de 2013 |
|           | 2         | 17        | 17        | 6 de abril de 2014  | 3 de agosto de 2014     | 7 de abril de 2014  | 4 de agosto de 2014     |

El primer episodio de Aliados por la pantalla de Telefe logró un promedio de 16.3 puntos de rating, con picos de 19 puntos, superando a su competencia —Telenoche y Solamente vos (Canal 13)—, y estableciéndose como el tercer programa más visto del día, mientras que el último capítulo de la primera temporada emitido a las 21:30 hs. promedió 9.7 puntos, quedando segundo en su franja (siendo superado por Solamente vos) y fue el séptimo envío más visto del día.
Los niveles de audiencia de la primera temporada en la pantalla de Telefe fueron poco satisfactorios para sus directivos. Por su parte, la segunda temporada sufrió una caída drástica de audiencia, debutando con la mitad del índice de audiencia que la primera.

### Crítica
Las críticas en la prensa fueron diversas, con escasos elogios.
Según Emanuel Respighi, del diario Página/12, la serie "es la expresión artística que la productora y guionista encontró para atravesar el dolor de la abrupta pérdida de Romina Yan, su hija y protagonista de ciclos como Chiquititas y Bella y bestia. Aliados es un unitario en el que la creadora parece abandonar los universos edulcorados de ficciones anteriores para intentar echar luz allí donde la oscuridad humana parece abarcarlo todo."
El sitio Television.com.ar, eligió el rol que cumplen las problemáticas reales y cuestiones que atraviesan clases sociales, además dijo que es «un acierto tocarlas porque interpelan, al igual que decir que es posible que las cosas cambien. Soluciones fantásticas a lo que muchas veces no tiene solución en el mundo real. A fin de cuentas, de lo mejor que puede dar una ficción».
Mientras que Juliana Rodríguez, del diario La Voz, señaló que Aliados "es maniqueo, sin sutilezas, sin grises. Los malos son malísimos; los buenos, insoportablemente bondadosos; los pobres, ladrones; los ricos, altaneros. Los diálogos de los personajes son lineales, simplistas, buscan un efecto inmediato por encima incluso del registro de ficción que la TV para jóvenes impone.
Y luego, el giro místico, la vuelta de tuerca, que esta vez es una vuelta total, que deja a ese universo patas para arriba. Porque si bien la marca registrada de los productos de Cris Morena siempre incluyó ángeles, hadas, seres extraños o viajes en el tiempo, ahora, estos 'seres de luz' venidos de planetas como 'Ipsilon Andrómeda B', digámoslo, son demasiado. Y no se trata de replicar aquí algunas de las críticas fáciles al programa vertidas en las redes sociales (que Cris escribió el guion en el Uritorco, que se tomó un té de henna, que robó la idea de un manual de autoayuda, por nombrar las más suaves), sino de recordar que géneros como la ciencia ficción tienen un riesgo: o son verosímiles o se acercan al ridículo."
Paralelamente, en las redes sociales la recepción fue mucho más negativa que con los productos anteriores de Cris Morena, a raíz de lo cual la productora decidió responder a las críticas públicamente vía Twitter: "Tienen razón los que hablan bien y los que hablan mal, está todo bien, forma parte de la vida, lo acepto todo, menos la ceguera del dormido", "Está todo bien, gracias, los despiertos y conscientes son miles, justo de eso se trata Aliados, de los dormidos, los que sólo ven oscuridad..."

## Final de temporada en el Gran Rex
La serie emitió su último capítulo de la primera temporada en el teatro Gran Rex de Buenos Aires, conducido por Marley, el mismo contó la presencia de Cris Morena y todo el elenco de la serie. También tuvo alfombra roja, presentada por Natalie Pérez y Joaquín Méndez.

## Discografía
Aliados
El CD de Aliados salió a la venta el día 25 de junio de 2013 y fue certificado como disco de oro dos semanas después de su lanzamiento. Los 15 temas que componen el disco de son interpretados por gran parte del elenco y fueron escritas por Cris Morena. El 1 de octubre de 2013 el CD fue certificado como disco de platino en Argentina.
| #   | Título | Duración | Escritora                                        | Música                                                                                |
| --- | --- | -------- | ------------------------------------------------ | ------------------------------------------------------------------------------------- |
| 1.  | «Aliados» (Peter Lanzani) | 3:47     | María Cristina De Giácomi Andrea Freites Weffer  | Pablo Durand, Fernando López Rossi María Cristina De Giácomi                          |
| 2.  | «Amor mío» (Oriana Sabatini) | 3:34     | María Cristina De Giácomi                        | Rafa Arcuate, Ale Sergi                                                               |
| 3.  | «Ahora o nunca» (Oriana Sabatini) | 3:34     | Andrea Freites Weffer                            | Rafa Arcuate, Julio Reyes Copello María Cristina De Giácomi                           |
| 4.  | «Vuelvo» (Máximo Espíndola y Agustín Bernasconi) | 4:17     | María Cristina De Giácomi Andrea Freites Weffer  | Rafa Arcuate, Juan Cosme María Cristina De Giácomi                                    |
| 5.  | «Ya no hay fuego» (Oriana Sabatini) | 3:58     | María Cristina De Giácomi Andrea Freites Weffer  | Rafa Arcuate, Daniela Spalla, Hernán Ortiz, Nahuel Barbero María Cristina De Giácomi  |
| 6.  | «Tanto amarte» (Oriana Sabatini) | 3:42     | María Cristina De Giácomi                        | Rafa Arcuate, Alih Jey                                                                |
| 7.  | «Carpe Diem» (Máximo Espíndola y Agustín Bernasconi) | 3:58     | Andrea Freites Weffer                            | Rafa Arcuate, Leonel García María Cristina De Giácomi                                 |
| 8.  | «Ser hoy» (Máximo Espíndola) | 3:32     | María Cristina De Giácomi, Andrea Freites Weffer | Rafa Arcuate, Áureo Baqueiro María Cristina De Giácomi                                |
| 9.  | «Levantate y anda» (Oriana Sabatini y Jenny Martínez) | 3:23     | Andrea Freites Weffer                            | Rafa Arcuate, Daniela Spalla, Hernán Ortiz, Nahuel Barbero, María Cristina De Giácomi |
| 10. | «Refundación» (Peter Lanzani, Oriana Sabatini, Julián Serrano, Máximo Espíndola, Agustín Bernasconi, Pablo Martínez, Nicolás Francella, Eliseo Rentería, Jenny Martínez, Carolina Domenech, Joaquín Ochoa y Mariel Percossi) | 3:49     | Andrea Freites Weffer                            | Rafa Arcuate, Daniel Reschinga María Cristina De Giácomi                              |
| 11. | «Quién eres tú» (Peter Lanzani y Jenny Martínez) | 4:22     | María Cristina De Giácomi                        | Pablo Durand, Fernando López Rossi                                                    |
| 12. | «Vas a gritar» (Máximo Espíndola, Agustín Bernasconi, Eliseo Rentería y Nicolás Francella) | 3:51     | María Cristina De Giácomi Andrea Freites Weffer  | Pablo Durand, Fernando López Rossi María Cristina De Giácomi                          |
| 13. | «Yo soy» (Jenny Martínez) | 3:39     | María Cristina De Giácomi                        | Rafa Arcuate, Ximena Muños                                                            |
| 14. | «Un pacto» (Máximo Espíndola) | 4:06     | María Cristina De Giácomi Andrea Freites Weffer  | Rafa Arcuate, Áureo Baqueiro María Cristina De Giácomi                                |
| 15. | «Me duele todo» (Mariel Percossi) | 3:01     | María Cristina De Giácomi                        | Rafa Arcuate, Cheche Alara                                                            |

- Dirección general: Cris Morena
- Producción: Rafa Arcuate

Aliados Versión Extendida
Aliados Versión Extendida salió a la venta el día 15 de abril de 2014, se trata de una reedición especial que contiene 15 canciones del primer disco + 4 canciones inéditas + un DVD con escenas musicales del exitoso programa creado por Cris Morena.
«Mañana» es el primer sencillo del álbum.
| #   | Título | Duración | Escritora                                       | Música                                                                                |
| --- | --- | -------- | ----------------------------------------------- | ------------------------------------------------------------------------------------- |
| 1.  | «Aliados» (Peter Lanzani) | 3:47     | María Cristina De Giácomi Andrea Freites Weffer | Pablo Durand, Fernando López Rossi María Cristina De Giácomi                          |
| 2.  | «Amor mío» (Oriana Sabatini) | 3:34     | María Cristina De Giácomi                       | Rafa Arcuate, Ale Sergi                                                               |
| 3.  | «Ahora o nunca» (Oriana Sabatini) | 3:34     | Andrea Freites Weffer                           | Rafa Arcuate, Julio Reyes Copello María Cristina De Giácomi                           |
| 4.  | «Vuelvo» (Máximo Espíndola y Agustín Bernasconi) | 4:17     | María Cristina De Giácomi Andrea Freites Weffer | Rafa Arcuate, Juan Cosme María Cristina De Giácomi                                    |
| 5.  | «Ya no hay fuego» (Oriana Sabatini) | 3:58     | María Cristina De Giácomi Andrea Freites Weffer | Rafa Arcuate, Daniela Spalla, Hernán Ortiz, Nahuel Barbero María Cristina De Giácomi  |
| 6.  | «Tanto amarte» (Oriana Sabatini) | 3:42     | María Cristina De Giácomi                       | Rafa Arcuate, Alih Jey                                                                |
| 7.  | «Carpe Diem» (Máximo Espíndola y Agustín Bernasconi) | 3:58     | Andrea Freites Weffer                           | Rafa Arcuate, Leonel García María Cristina De Giácomi                                 |
| 8.  | «Ser hoy» (Máximo Espíndola) | 3:32     | María Cristina De Giácomi Andrea Freites Weffer | Rafa Arcuate, Áureo Baqueiro María Cristina De Giácomi                                |
| 9.  | «Levantate y anda» (Oriana Sabatini y Jenny Martínez) | 3:23     | Andrea Freites Weffer                           | Rafa Arcuate, Daniela Spalla, Hernán Ortiz, Nahuel Barbero, María Cristina De Giácomi |
| 10. | «Refundación» (Peter Lanzani, Oriana Sabatini, Julián Serrano, Máximo Espíndola, Agustín Bernasconi, Pablo Martínez, Nicolás Francella, Eliseo Rentería, Jenny Martínez, Carolina Domenech, Joaquín Ochoa y Mariel Percossi) | 3:49     | Andrea Freites Weffer                           | Rafa Arcuate, Daniel Reschinga María Cristina De Giácomi                              |
| 11. | «Quién eres tú» (Peter Lanzani y Jenny Martínez) | 4:22     | María Cristina De Giácomi                       | Pablo Durand, Fernando López Rossi                                                    |
| 12. | «Vas a gritar» (Máximo Espíndola, Agustín Bernasconi, Eliseo Rentería y Nicolás Francella) | 3:51     | María Cristina De Giácomi Andrea Freites Weffer | Pablo Durand, Fernando López Rossi María Cristina De Giácomi                          |
| 13. | «Yo soy» (Jenny Martínez) | 3:39     | María Cristina De Giácomi                       | Rafa Arcuate, Ximena Muños                                                            |
| 14. | «Un pacto» (Máximo Espíndola) | 4:06     | María Cristina De Giácomi Andrea Freites Weffer | Rafa Arcuate, Áureo Baqueiro María Cristina De Giácomi                                |
| 15. | «Me duele todo» (Mariel Percossi) | 3:01     | María Cristina De Giácomi                       | Rafa Arcuate, Cheche Alara                                                            |
| 16. | «Mañana» (Oriana Sabatini, Julián Serrano, Máximo Espíndola, Peter Lanzani, Mariel Percossi, Agustín Bernasconi, Jenny Martínez y Pablo Martínez)                                                                            | 3:51     | María Cristina De Giácomi Andrea Freites Weffer | Pablo Durand, Fernando López Rossi María Cristina De Giácomi                          |
| 17. | «Sentía» (Pablo Martínez) | 3:51     | María Cristina De Giácomi                       | Pablo Durand, Fernando López Rossi                                                    |
| 18. | «Diferente» (Oriana Sabatini, Julián Serrano, Máximo Espíndola, Agustín Bernasconi, Jenny Martínez, Peter Lanzani y Mariel Percossi)                                                                                         | 3:22     | María Cristina De Giácomi Andrea Freites Weffer | Rafa Arcuate, Ximena Muños María Cristina De Giácomi                                  |
| 19. | «Sólo hago lo que siento» (Julián Serrano) | 2:23     | María Cristina De Giácomi                       | Rafa Arcuate, Áureo Baqueiro                                                          |

- Dirección general: Cris Morena
- Producción: Rafa Arcuate

## Aliados Acústico
Aliados Acústico es un compilado de canciones del programa o de algún artista de la música que son interpretadas por el elenco y subidas a la web.
- «Refundación» : Peter Lanzani, Máximo Espíndola, Agustín Bernasconi y Mariel Percossi.
- «Looking for Paradise» - Alejandro Sanz/ Alicia Keys : Oriana Sabatini, Mariel Percossi, Peter Lanzani, Máximo Espíndola, Agustín Bernasconi, Carolina Domenech y Julián Serrano.
- «Mash up» : Agustín Bernasconi.
- «Locked Out of Heaven» - Bruno Mars : Oriana Sabatini, Mariel Percossi y Jenny Martínez.
- «Llorar» - Jesse & Joy : Oriana Sabatini y Máximo Espíndola.
- «Fix You» - Coldplay: Peter Lanzani y Eliseo Rentería.
- «Aliados» : F.A.N.S. (participación especial)

## En otros medios

### Aplicaciones
Aliados ha sacado dos aplicaciones: "Aliados Interactivo" (disponible para dispositivos Android y dispositivos Apple) y "Aliados: Misiones" (disponible tanto para dispositivos Android como para dispositivos Apple).
- Aliados Interactivo: es una aplicación que cuenta con trivias, información de los protagonistas, videos y muchas cosas más.

- Aliados: Misiones: es un videojuego touch en el que hay que resolver misiones, recorriendo el mundo de los seres de luz. Este videojuego es muy similar al famoso juego Candy Crush Saga.

### Revista Aliados
Es una revista dedicada para adolescentes, donde hay diferentes temáticas. Sale una vez por mes.[cita requerida]

### Álbum de figuritas
El álbum de Aliados, compuesto por 233 figuritas (32 páginas), salió a la venta el día 25 de septiembre del 2013. Su distribuidora fue Editorial Panini.

### Radio Aliada
Es una radio conducida por los actores de la serie, donde el primer programa tuvieron como invitada la actriz y cantante Lali Espósito. Su segundo invitado fue el actor Luciano Cáceres; la tercera, la actriz Ángela Torres. Su cuarto invitado fue el actor Jey Mammón (Juan Rago, n. 1976), su quinto invitado fue el actor Augusto Schuster, la sexta fue la actriz y modelo María Eugenia Suárez, la séptima fue la actriz Rocío Igarzábal, la octava fue la actriz Candela Vetrano, el noveno fue el actor Benjamín Amadeo, la décima fue la actriz y cantante Laura Esquivel. El undécimo, el actor y productor Fernando Dente; el duodécimo, el actor y conductor Joaquín Méndez; el décimo tercero, el actor Sebastián Cura; el décimo cuarto, el actor Victorio D'Alessandro y el décimo quinto, el actor Nicolás Riera.[cita requerida]

## Premios y nominaciones
| Fecha de la ceremonia  | Premio                            | Categoría                          | Receptor                           | Resultado |
| ---------------------- | --------------------------------- | ---------------------------------- | ---------------------------------- | --------- |
| 18 de octubre de 2013  | Kids Choice Awards Argentina      | Programa de TV Favorito            | Programa de TV Favorito            | Nominado  |
| 18 de octubre de 2013  | Kids Choice Awards Argentina      | Actor de TV Favorito               | Peter Lanzani                      | Ganador   |
| 18 de octubre de 2013  | Kids Choice Awards Argentina      | Villano Favorito                   | Mariel Percossi                    | Nominada  |
| 18 de octubre de 2013  | Kids Choice Awards Argentina      | Revelación                         | Nicolás Francella                  | Nominado  |
| 18 de octubre de 2013  | Kids Choice Awards Argentina      | Revelación                         | Oriana Sabatini                    | Ganadora  |
| 2 de diciembre de 2013 | Premios Tato                      |                                    |                                    |           |
| 2 de diciembre de 2013 | Premios Tato                      | Ficción Serie de televisión        | Aliados                            | Nominada  |
| 2 de diciembre de 2013 | Premios Tato                      | Revelación                         | Nicolás Francella                  | Nominado  |
| 2 de diciembre de 2013 | Premios Tato                      | Dirección de fotografía en ficción | Dirección de fotografía en ficción | Nominada  |
| 2 de diciembre de 2013 | Premios Tato                      | Edición en ficción                 | Edición en ficción                 | Nominada  |
| 2 de diciembre de 2013 | Premios Tato                      | Casting en ficción                 | Casting en ficción                 | Nominado  |
| 2 de diciembre de 2013 | Premios Tato                      | Vestuario en ficción               | Vestuario en ficción               | Nominado  |
| 2 de diciembre de 2013 | Premios Tato                      | Dirección de arte en ficción       | Dirección de arte en ficción       | Nominada  |
| 18 de mayo de 2014     | Premios Martín Fierro             | Mejor programa infantil/juvenil    | Mejor programa infantil/juvenil    | Ganador   |
| 18 de mayo de 2014     | Premios Martín Fierro             | Revelación                         | Nicolás Francella                  | Nominado  |
| 18 de mayo de 2014     | Premios Martín Fierro             | Mejor cortina musical              | Peter Lanzani                      | Nominado  |
| 29 de octubre de 2014  | Kids Choice Awards Argentina 2014 |                                    |                                    |           |
| 29 de octubre de 2014  | Kids Choice Awards Argentina 2014 | Programa local favorito            | Programa local favorito            | Ganador   |
| 29 de octubre de 2014  | Kids Choice Awards Argentina 2014 | Obra de teatro favorita            | Obra de teatro favorita            | Ganador   |
| 29 de octubre de 2014  | Kids Choice Awards Argentina 2014 | Actor Favorito                     | Peter Lanzani                      | Ganador   |
| 29 de octubre de 2014  | Kids Choice Awards Argentina 2014 | Actriz Favorita                    | Oriana Sabatini                    | Ganadora  |
| 29 de octubre de 2014  | Kids Choice Awards Argentina 2014 | Actor de reparto favorito          | Pablo Martínez                     | Nominado  |

## Ficha técnica
- Idea: Cris Morena
- Autor: Leandro Calderone
- Co-Autores: Pablo Arosio (Cap. 01-23) – Luis Mariani (Cap. 01-09)
- Colaboración Autoral: Diego Vago (Cap. 26-40) – Rosalba Pico Estrada (Cap. 26-40)
- Diseño De Imagen Y Vestuario: Susana Pérez Amigo (Cap. 01-04)
- Vestuario: Vanda Varela – Félix Daidone
- Diseño De Arte Y Escenografía: Laura Russo
- Escenografía: Sergio Carnevalli
- Ambientación: Mercedes Gumbold (Cap. 01-04) – Brenda Kreiner – Gabriela Pereira
- Iuminación: Armando Catube – Diego Salinas – Carlos Echenique
- Asistentes de Dirección: Gonzalo Díaz Servidio – Daniel Iglesias – Ricardo Calapeña
- Edición: Paulo Mongiello
- Efectos Especiales: 3dar Studios
- Producción Artística: Martín Pennacino
- Producción Ejecutiva: Laura Fernández
- Dirección De Exteriores: Diego Sánchez – Estela Cristiani
- Dirección Integral: Negro Luna
- Producción Y Dirección General: Cris Morena
- Coordinación De Producción: Paula Rial
- Producción: Manuel Garriga – Sebastián Canziani – Diego González
- Equipo De Producción: Soledad Pazos – Paula Sena – Julián Hernández – Claudia Meschengieser – Laura Giardina – Marcelo Corazza
- Asistentes de Producción: Geraldine Adler – Eleonora Corradini – Luciano Chagalj – Martín Funes – Sol Posse Molina
- Casting: Ana Aráoz – Verónica Bruno – Martín Bustos
- Couchs Y Taller: Julieta Petrucchi – Mercedes Quinteros – Lucrecia Oviedo
- Coreografía: Gustavo Carrizo
- Asistente De Coreografía: Melina Dibos
- Asistente De Escenografía: Alejandro Martín
- Ambientación: Claudia González – Santiago Tortonese
- Diseño Gráfico: Lucía Molina Portela
- Producción Comerciales PNT: Julieta Della Chiesa – Ignacio Sanz
- Musicalización: Lucas Lefevbre
- Coach De Canto: Rodrigo Segura
- Vestuario: Roxana Grosso – Margarita Vázquez – Karina Crucitti
- Coordinador De Peinado: Marcelo Iudice
- Diseño De Peinados: Norberto Juárez
- Peinadores: Alicia Paz – Eli Tarrago – Lorena Cipolla
- Jefa de Maquillaje: Gabriela Bravo
- Post-Producción: Matías Stanicio Casulli – Alejandro Pis Sánchez – Fernando Flores
- Ingesta: Pablo Finquelievich – Luciano Cospito – Emmanuel Gioacchini
- Protools: Leonardo Chiossone
- Edición: Adrián Irace – Leonardo Cartier – Alejandro Luccioni – Adrián Pardo
- Edición Y Finish: Adrián Bravo
- Edición Y Eféctos Especiales: Gastón Carballal – Gabriel Budnikas
- Color Grading: Fernando Rivas
- Gráfica 3D: Nicolás Aguirre – Nicolás Rey – Daniel MIKILO González
- Productor Técnico: Gerardo Sosa

Piso
- Cámaras: Adrián Vallejos – Ariel Chacón – Marcelo Pereyra
- Asistentes De Cámara: Gabriel Guini – Matías Maldonado
- Tablerista: Roberto Echenique
- Reflectoristas: Adrián Pasternak – Marcelo Larreta – Fernando Carabajal
- Operador De Video: Dario Schenquerman
- Operador De VTR: Ricardo Rombola
- Sonido: Carlos Serrano
- Microfonistas: Adrián Marrapode – Juan Carlos Soto
- Utilería: Eduardo Malinverno – Ramón Galeano
- Caracterizadoras: Mara Mattacheo – Laura Lamas
- Asistente De Vestuario: Mariana Catalano
- Continuista: Ana Marakovsky
- Apuntadora: Gilder Magliolo

Exteriores
Unidad 1
- Cámaras: Federico Laverdoff – Federico Castellani – Fernando Parrella
- Asistentes De Cámara: Sebastián Jiménez – Damián Véliz – Gerónimo Miranda
- Reflectoristas: Lucas Gazaba – Eric Fancesetti
- Operador De Video: Gonzalo España
- Sonido: Roberto Gregorio
- Microfonistas: Mariano Valentini – Daniel Penaro
- Utilería: Federico Gosalbes – Daniel Baldini
- Caracterizadora: Mónica López
- Asistente De Vestuario: Mariana Fuentes
- Continuista: Silvina Obregón
- Apuntadora: María Estela Riera
- Electricidad: Jorge Sombra
- Choferes: Omar Yñíguez – Raúl López – Iraquí Barbieri

Unidad 2
- Cámaras: César Sánchez – Néstor Difabio
- Asistentes De Cámara: Carlos García – Leonardo Franza
- Reflectoristas: Néstor Muñóz – Fernando Latorre
- Operador De Video: Alejandro Dellaciprette
- Sonido: Marcelo Montero
- Microfonistas: Mario Sosa – Carlos Ciuffardi
- Utilería: Cristian Cauteruccio – Leonardo Malinverno
- Caracterizadora: Yamila Repalli
- Asistente De Vestuario: Sandra Di Pietro
- Continuista: Fernanda Otero
- Apuntadora: Ana María Gómez
- Electricidad: Jorge Sombra
- Choferes: Benjamín Figueroa – Alberto Barletta
- Pañol: Tomás Sosa Frías – Claudio Falcone – Nehuen Pagani – Carlos Gayo
- Fotografía Y Web: Adrián Díaz
- Producción Web: Juan Santelices – Florencia Meguira – Ana Julia Foti – Damián Ber
- Edición Web: Marcelo Conesa
- Cámara Web: Miguel Sánchez
- Servicios Generales: Rubén Covetta – Rubén Ortiz – Natalia Ibarrola – Cecilia Ramírez – Juan Valdés – Marcos Maldonado – Félix Arenas – Rubén Luque – Eduardo Gómez – Eduardo Oliva
- Copistería: Silvio Córdoba – María Pingitore
- Herrería: Ariel Agachini – Christian Baffetti – Fabián Baffetti – Ramón Meza – Rubén Ronchi – Eduardo Herrera – Cristian Monzón – Lucio Rolón Britos
- Carpintería: Juan Acachini – Eduardo Aquino – Alberto Bertello – José Cáceres – Fernando Fernández – Néstor Fernández – Jorge González – Juan Ojeda – Raúl Ojeda – Sebastián Quintana – Cristian Space – Alfredo Fernández – Ismael Muñóz – Leopoldo Penayo – Leandro Ríos – Javier Toloza
- Tapicería: Angélica Jerez – Óscar Larroca – Marcelo Rico – Carlos Segovia
- Plotter: Javier Crescipulli – Héctor Luis De Giorgio – Roque Antoni Monzón – Gerardo Obdulio Ruíz – Ramiro Guido Valdata
- Restauración: Héctor Galoto – Fernando Marocchi – Carmelo Valenzuela
- Realización: Juan Carlos Alfonzo – Fabio Bruno – Caniel Caruso – Sebastián Cloquel – Alfredo Gularte – Diego Fontanet – Francisco Godino – Daniel Marques – Omar Martínez – Jorge Méndez – Gustavo Miranda – Ángel Moreno – Santos Ramírez – Eduardo Sabaidini – Carlos Soto
- Montaje: Leonardo Fama – Alberto Zottola – Benito Gómez
- Montadores Y Escenografía: Antonio Micciullo – Miguel Ángel Miranda – Sergio Hock – Alejandro Trotta – Óscar Gutiérrez – Óscar Luque – Carlos Solano – Gustavo Hock – Alberto Illesca – Daniel Medina – Daniel Capuano – Jorge Carrizo – Oreste Olmedo – Mauricio Delgado – Christian Santucho – Andrés Lencina – Fernando Lencina – Sebastián Grillo
- Productor Operativo: Ricardo Navarro
- Jefe De Piso: Julio Riccardi

Transmisión
- Jefes Técnicos: Sergio Batlle – Sergio Canto – Osvaldo Nakandakare
- Jefe Control Central: Hernán Reitman
- Jefe De Transmisión: Ing. Darío Bursztyn
- Gerente De Ingeniería Y Transmisión: Ing. Mauricio Franco
- Prensa: Telefe Prensa
- Extras: Sutep
- Agradecimiento: Municipalidad de Tigre